# Gatenplant
De gatenplant (Monstera deliciosa) is een plant uit de aronskelkfamilie (Araceae). Het is een kruipende klimplant, die van nature voorkomt in de tropische regenwouden van zuidelijk Mexico tot in Panama.
De plant heeft een dikke stengel, die tot 20 m lang kan worden. De plant bezit grote, glanzende, leerachtige, 25-90 × 25-75 cm grote bladeren. Jonge planten hebben kleinere bladeren zonder lobben en gaten, maar oudere planten hebben wel gelobde bladeren met gaten. De vrucht van de gatenplant is tot 25 cm lang en 3–4 cm breed en lijkt op een groen paardenoor met daarin een maïskolf met zeskantige schubben. Als de plant voor het eerst bloeit bevatten de vruchten zoveel oxaalzuur, dat ze giftig zijn en direct pijnlijke blaarvorming, irritatie, zwellingen en jeuk aan de slijmvliezen en stemverlies kunnen veroorzaken. Het duurt een jaar voordat de vruchten rijp zijn en het veilig is om ze te consumeren.
De zaailingen groeien naar de schaduw tot ze een boom vinden om zich aan vast te hechten en naar boven te groeien in de richting van het licht.

## Cultivatie en gebruik
De vrucht kan rijpen door de vrucht door te snijden als de eerste schubben opliften en de vrucht een penetrante geur begint te verspreiden. Daarna moet de vrucht in papier worden gewikkeld en worden opgeslagen totdat de kernen eraf beginnen te vallen. Het vla-achtige vruchtvlees wordt dan van de spil afgesneden en kan dan worden geconsumeerd. De aangename smaak lijkt op een mengeling van banaan en ananas.
De gatenplant wordt veel als kamerplant gehouden en het blad wordt ook gebruikt in de bloemsierkunst. De plant prefereert temperaturen tussen de 20 °C en 30 °C, een hoge relatieve luchtvochtigheid en een plek in de schaduw. De groei stopt bij temperaturen beneden de 10 °C en bevriezing zal de plant niet overleven. De plant bloeit in ideale omstandigheden na drie jaar en het duurt nog een jaar voordat de vruchten rijp zijn. Kamerplanten bloeien zelden. De plant kan worden vermeerderd door stekken of door marcotteren.
In de winter, wanneer door verwarming de relatieve luchtvochtigheid binnenshuis te veel daalt, kunnen de bladeren geel worden en afsterven. Dit is tegen te gaan door de plant geregeld met een vernevelaar te bevochtigen.

## Afbeeldingen

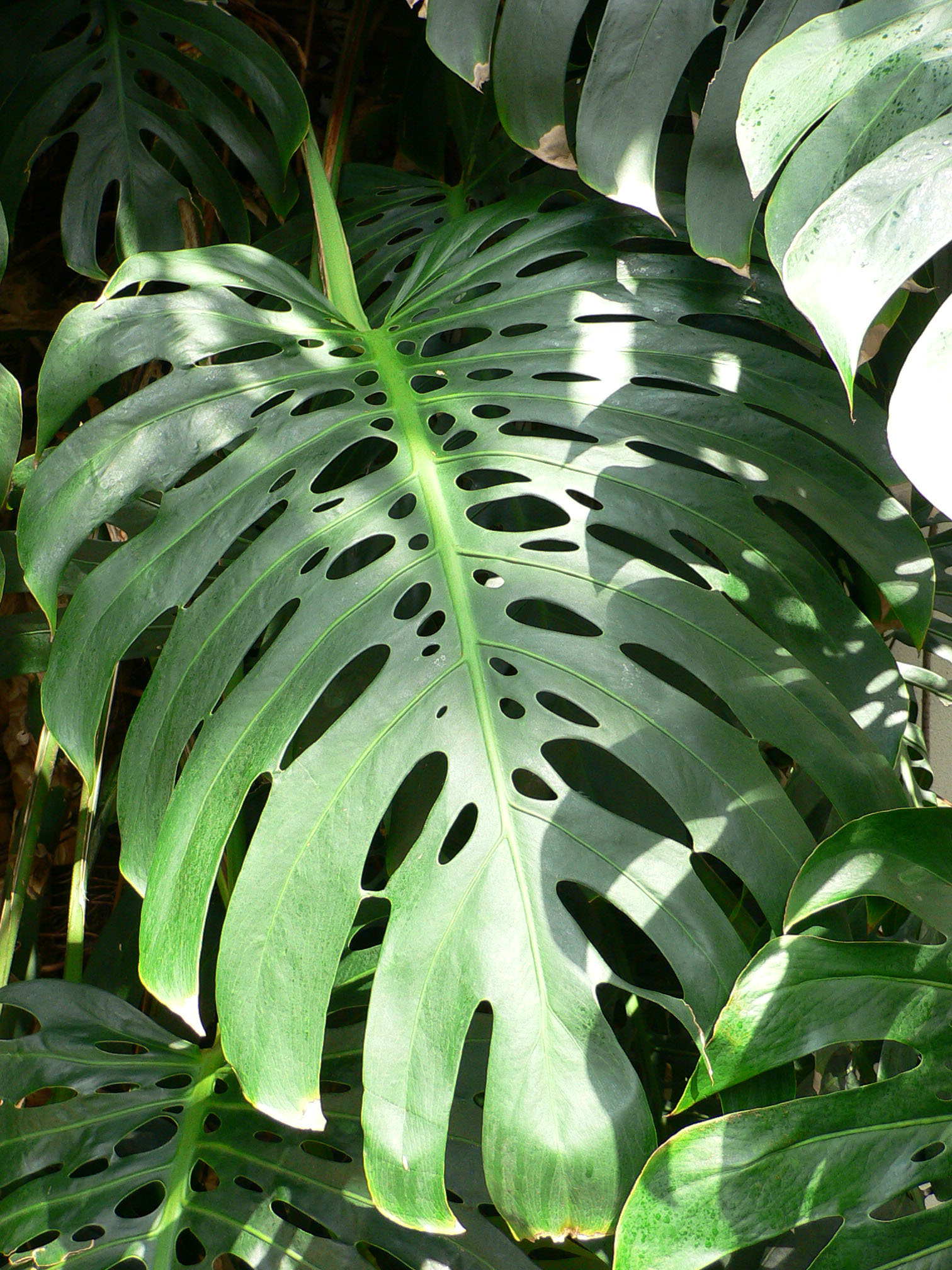
Blad
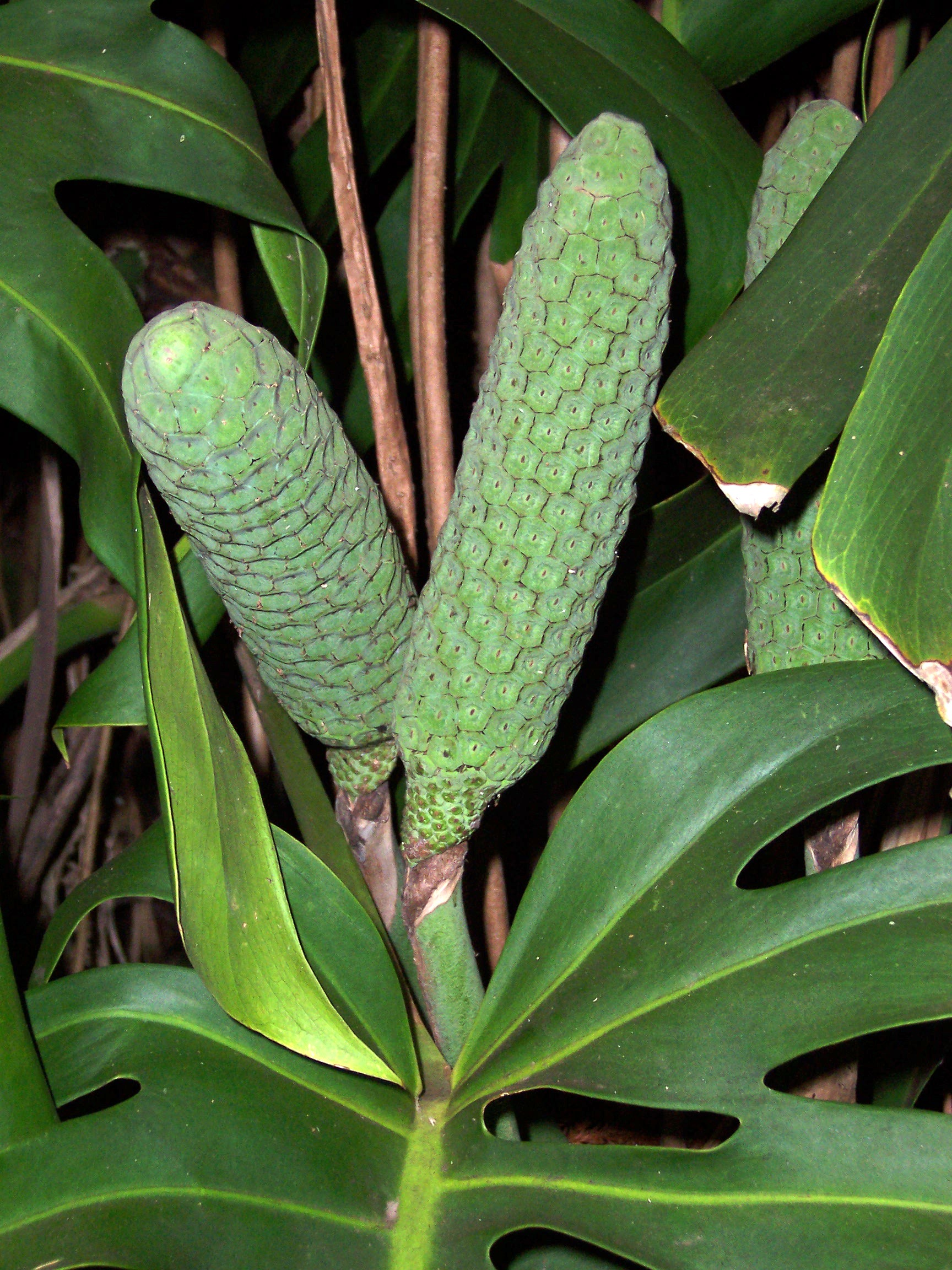
Onrijpe vruchten
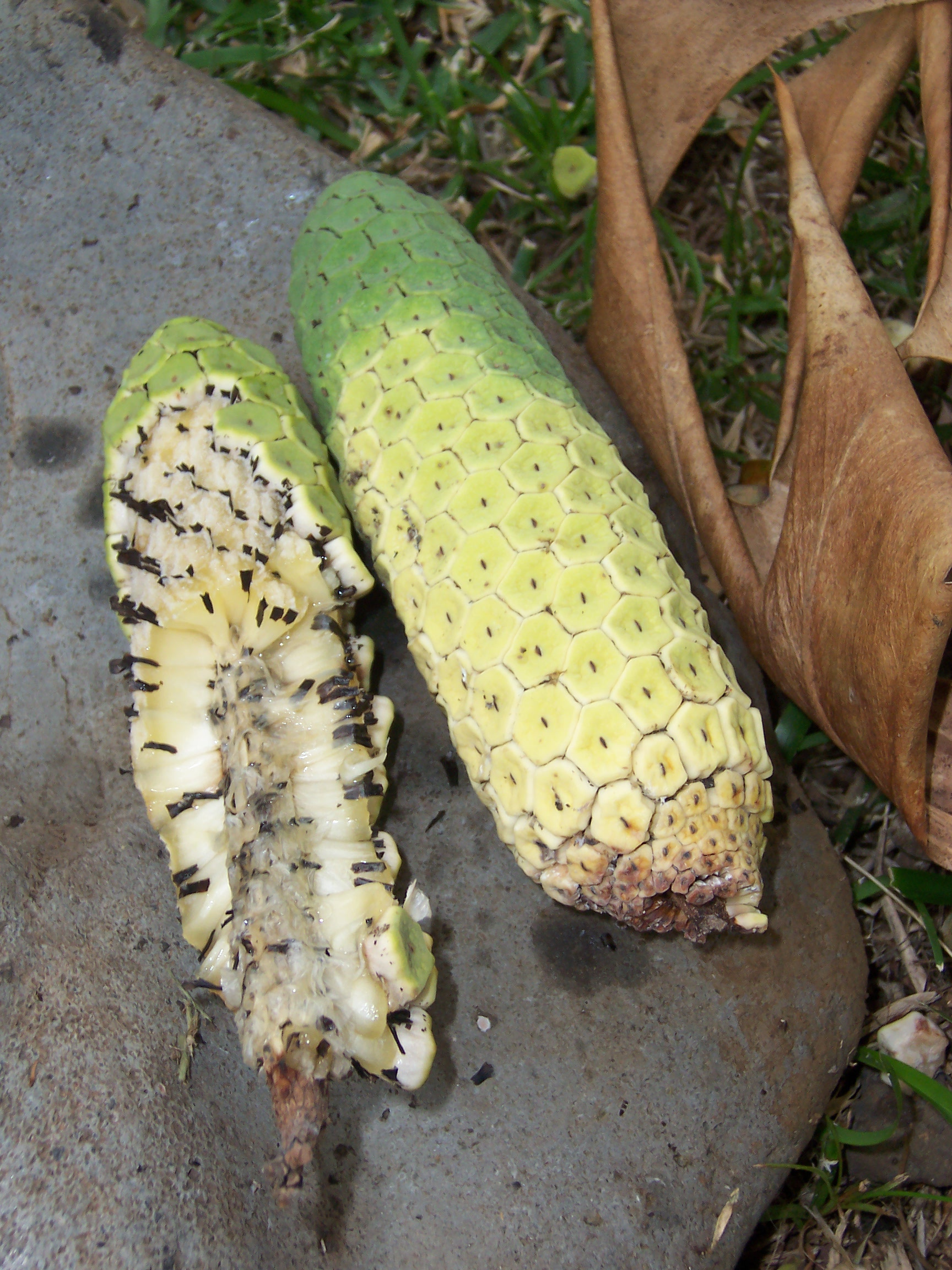
Rijpe vruchten